# Кетоз

Структура кетоновых тел

Кетоз — состояние, развивающееся в результате углеводного голодания клеток, когда организм для получения энергии начинает расщеплять жир с образованием большого количества кетоновых тел. Это одна из приспособительных реакций на отсутствие углеводов в пище. Эволюционный смысл кетоза — дать возможность организму выжить в условиях дефицита богатой углеводами растительной пищи, переключившись на пищу животного происхождения.

## Отличие от кетоацидоза
Кетоз — физиологическое состояние, а кетоацидоз — уже патологическое состояние, при котором содержание в крови кетоновых тел настолько велико, что происходит сдвиг кислотно-щелочного баланса организма в кислую сторону. Если вовремя не остановить развитие кетоацидоза, то может наступить смерть.
В состоянии кетоза кетоновых тел образуется ровно столько, сколько требуется организму для получения энергии, и все они подвергаются дальнейшему распаду. В состоянии кетоацидоза кетоновые тела бывают избыточными и организм усиленно пытается вывести излишки кетоновых тел с мочой, через кожу и через легкие.

## Причины развития кетоза

### Сахарный диабет
Наиболее частой причиной развития кетоза является сахарный диабет.

#### Сахарный диабет 1-го типа
При сахарном диабете 1-го типа, с одной стороны, имеет место дефицит инсулина, с другой — избыток контринсулярных гормонов (глюкагона, катехоламинов, кортизола). В условиях недостатка инсулина активируются процессы гликолиза, гликогенолиза, липолиза. Массивный липолиз приводит к быстрому увеличению концентрации свободных жирных кислот в крови, из которых в печени под действием глюкагона синтезируются кетоновые кислоты. Торможение всех анаболических процессов в условиях дефицита инсулина приводит к замедлению процессов кетолизиса и развитию кетоацидоза.

#### Сахарный диабет 2-го типа
При сахарном диабете 2-го типа имеет место относительная инсулиновая недостаточность, поэтому в случае декомпенсации этого заболевания наблюдается рост гликемии, а интенсивность процессов липолиза и кетогенеза значительно не изменяется. При поддержании кетогенной диеты происходят определённые метаболические изменения, провоцирующие синтез кетоновых тел: на 1-2-й день голодания активируются процессы гликогенолиза в печени и мышцах, на 3-4-й день продукция кетокислот значительно возрастает и достигает максимума к окончанию 2-й недели, на 1-й неделе усиливаются процессы глюконеогенеза, а со 2-й недели активность глюконеогенеза снижается и увеличивается использование кетонов головным мозгом. Таким образом, за счет преимущественного использования жиров в качестве источника энергии сохраняются жизненно важные запасы белка.

### Детский ацетонемический синдром
У детей вследствие кетоацидоз развивается в результате погрешностей в питании: при употреблении избытка жиров или длительных периодов голодания, а также при некоторых соматических, инфекционных, эндокринных болезнях. Проявляется он приступами циклической рвоты, которая возникает через равные промежутки времени. Периоды рвоты чередуются с периодами относительного благополучия, когда ребенка ничего не беспокоит. Заподозрить кетоз у ребенка можно также по характерному запаху ацетона и схватками болей в области живота.

### Голодание и низкоуглеводные диеты
Механизм развития кетоза при голодании заключается в расщеплении жиров с высвобождением жирных кислот и последующим синтезом кетоновых тел. Длительное голодание может привести к переходу кетоза в кетоацидоз и интоксикации организма. Вред длительного отказа от пищи состоит еще и в том, что для использования кетоновых тел в качестве энергии все равно необходимо небольшое количество глюкозы. Ее организм синтезирует в печени из аминокислот, образовавшихся вследствие расщепления белка. Поэтому часто люди, которые голодают, чтобы похудеть, вместо жира теряют мышечную массу.
Низкоуглеводные диеты построены на следующем принципе: употребление белка дает субстрат для синтеза глюкозы, которая используется в метаболизме кетоновых тел, образовавшихся из расщепленного жира. Организм теряет жир без потери мышечной массы. Но скорость образования глюкозы ниже скорости образования кетоновых тел, поэтому они не успевают усваиваться и развивается кетоз.
Низкоуглеводные диеты опасны для людей со скрытыми нарушениями обмена веществ, которые не проявляются при обычном режиме питания. У них может развиться метаболический ацидоз в тяжелой форме.

## Кетоновые тела в крови и моче
Содержание кетоновых тел в сыворотке крови здорового человека варьирует от 34,4 до 430,5 мкмоль/л в пересчете на ацетон, в моче — 20-54 мг в течение суток. Такие концентрации кетоновых тел не определяются при помощи рутинных методов в клинической практике, поэтому принято считать, что в норме кетоновые тела в крови и в моче отсутствуют.
В клинической практике для обнаружения кетоновых тел используют преимущественно качественные пробы, которые позволяют быстро определить патологическое увеличение концентрации кетоновых тел в моче.
В соответствии с этими методиками наличие ацетоацетата в клиническом анализе мочи может измеряться от «одного плюса» (+) до «четырех плюсов» (++++). Кроме того, полученный результат отражает уровень кетонов в организме за 2-4 часа до проведения исследования, то есть на момент поступления результатов из лаборатории истинная выраженность кетоза может превышать установленные значения.
Метод определения ацетоацетата в моче имеет еще один недостаток: результат исследования зависит от количества жидкости, принятой пациентом (прием большого количества жидкости дает ложноотрицательный результат, малого количества — ложноположительный).

## Кетоз в ветеринарии
Кетозы бывают первичные и вторичные. Первичные кетозы-самостоятельные заболевания, чаще встречаются у жвачных, особенно у высокопродуктивных коров и многоплодных овец, реже-у свиней, птиц и пушных зверей. Как правило, их наблюдают зимой и весной. Вторичные кетозы как стереотипный синдром возникают на фоне основной болезни, сопровождающейся расстройством пищеварения и мобилизацией жира из депо в качестве основного источника энергии.